# A magyar női labdarúgó-válogatott mérkőzései 1991-ben
A magyar női labdarúgó-válogatott  az év során összesen 12 mérkőzést vívott. A mérleg: öt győzelem, egy döntetlen és hat vereség. Az év első öt mérkőzése a várnai nemzetközi tornán volt, ahol a válogatott 13 csapatból a 11. helyen végzett. Az év végén a válogatott két Európa-bajnoki-selejtező mérkőzést vívott.
A várnai torna végeredménye:
1. Egyesült Államok
2. Szovjetunió
3. Franciaország
4. Lengyelország
5. Svédország
6. Anglia
7. Jugoszlávia
8. Grand Hotel Várna
9. Kína
10. Japán
11. Magyarország
12. Románia
13. Bulgária

Szövetségi kapitány:
- Eipel Ferenc

## Mérkőzések
| 40. mérkőzés 1991. április 1. nemzetközi torna | Bulgária | 0 – 1             | Magyarország | Várna Játékvezető: T. Blair (ENG) |
| 40. mérkőzés 1991. április 1. nemzetközi torna |          | (0 – 1) Részletek | Papp         | Várna Játékvezető: T. Blair (ENG) |

| 41. mérkőzés 1991. április 2. nemzetközi torna | Jugoszlávia | 3 – 1             | Magyarország | Sumen Játékvezető: Valerij Vlagyimirovics Butyenko (URS) |
| 41. mérkőzés 1991. április 2. nemzetközi torna | ?           | (1 – 0) Részletek | Bajkó        | Sumen Játékvezető: Valerij Vlagyimirovics Butyenko (URS) |

| 42. mérkőzés 1991. április 3. nemzetközi torna | Egyesült Államok | 6 – 0             | Magyarország | Várna Játékvezető: Christer Fällström (SWE) |
| 42. mérkőzés 1991. április 3. nemzetközi torna | ?                | (2 – 0) Részletek |              | Várna Játékvezető: Christer Fällström (SWE) |

| 43. mérkőzés 1991. április 5. nemzetközi torna | Japán | 2 – 0             | Magyarország | Várna Játékvezető: Krzysztof Czemarmazowicz (POL) |
| 43. mérkőzés 1991. április 5. nemzetközi torna | ?     | (1 – 0) Részletek |              | Várna Játékvezető: Krzysztof Czemarmazowicz (POL) |

| 44. mérkőzés 1991. április 6. nemzetközi torna | Magyarország       | 3 – 1             | Románia | Várna Játékvezető: Christer Fällström (SWE) |
| 44. mérkőzés 1991. április 6. nemzetközi torna | Főfai Bajkó Szarka | (1 – 0) Részletek | ?       | Várna Játékvezető: Christer Fällström (SWE) |

| 45. mérkőzés 1991. április 25. | Olaszország           | 2 – 1             | Magyarország         | Maiano Nézőszám: 2 500 Játékvezető: Cerene (ITA) |
| 45. mérkőzés 1991. április 25. | Sberti 37' Morace 47' | (1 – 1) Részletek | Főfai 18' (11-esből) | Maiano Nézőszám: 2 500 Játékvezető: Cerene (ITA) |

| 46. mérkőzés 1991. május 29. | Jugoszlávia | 0 – 0     | Magyarország | Nagybecskerek Nézőszám: 1 000 Játékvezető: Jokics (YUG) |
| 46. mérkőzés 1991. május 29. |             | Részletek | Nagy T.      | Nagybecskerek Nézőszám: 1 000 Játékvezető: Jokics (YUG) |

| 47. mérkőzés 1991. szeptember 14. | Magyarország                       | 3 – 1             | Jugoszlávia | Gyula Nézőszám: 400 Játékvezető: Németh Lajos (HUN) |
| 47. mérkőzés 1991. szeptember 14. | Szarka Főfai ?' (11-esből) Pribéli | (3 – 0) Részletek | Milojkovics | Gyula Nézőszám: 400 Játékvezető: Németh Lajos (HUN) |

| 48. mérkőzés 1991. szeptember 25. | Magyarország | 0 – 2             | Németország | Mosonmagyaróvár Nézőszám: 1 000 Játékvezető: Bay Ferenc (HUN) |
| 48. mérkőzés 1991. szeptember 25. |              | (0 – 0) Részletek | Wendt Mohr  | Mosonmagyaróvár Nézőszám: 1 000 Játékvezető: Bay Ferenc (HUN) |

| 49. mérkőzés 1991. október 6. Eb-selejtező | Szovjetunió              | 2 – 1             | Magyarország | Torpedo stadion, Moszkva Nézőszám: 5 000 Játékvezető: Ilkka Koho (FIN) |
| 49. mérkőzés 1991. október 6. Eb-selejtező | Bunduki 63' Konanova 77' | (0 – 1) Részletek | Bárfy 9'     | Torpedo stadion, Moszkva Nézőszám: 5 000 Játékvezető: Ilkka Koho (FIN) |

| 50. mérkőzés 1991. október 9. | Ausztria | 0 – 3             | Magyarország                      | Práter Stadion, Bécs Nézőszám: 5 000 Játékvezető: Friedrich Kaupe (AUT) |
| 50. mérkőzés 1991. október 9. |          | (0 – 1) Részletek | Nagy T. 23' Paraoánu 58' Bökk 65' | Práter Stadion, Bécs Nézőszám: 5 000 Játékvezető: Friedrich Kaupe (AUT) |

| 51. mérkőzés 1991. október 27. Eb-selejtező | Bulgária | 0 – 1             | Magyarország | Pernik Nézőszám: 800 Játékvezető: Adrian Porumboiu (ROM) |
| 51. mérkőzés 1991. október 27. Eb-selejtező |          | (0 – 1) Részletek | Kern 35' 68' | Pernik Nézőszám: 800 Játékvezető: Adrian Porumboiu (ROM) |